# 온산국가산업단지
온산국가산업단지는 울주군 온산읍의 산업단지이다. 원래 온산면 소재지였으나 주민은 모두 공해로 이주하였다.

## 사고
2025년 2월 10일 오전 11시 15분, 울산 온산읍 처용리 유나이티드터미널코리아 공장에서 유류 저장탱크가 폭발해 불이나고 2명이 14m 추락해 한명이 사망하는 사고가 일어났다.

## 같이 보기
- 온산병

1. ↑  정인곤 (2025년 2월 10일). “울산 유류 저장탱크 폭발‥1명 사망·1명 부상”. 2025년 2월 10일에 확인함.